# Franck Multon
Franck Multon (ur. 30 września 1964) – francuski (do roku 2012) oraz monakijski (od roku 2012) brydżysta z tytułami World Grand Master (WBF) a także European Grand Master oraz European Champion w kategoriach Open i Juniorów (EBL).
Jego stałym partnerem jest Pierre Zimmermann.

## Wyniki brydżowe

### Olimpiady
Na olimpiadach uzyskał następujące rezultaty:
| Olimpiady brydżowe. Zawody teamów | Olimpiady brydżowe. Zawody teamów | Olimpiady brydżowe. Zawody teamów    | Olimpiady brydżowe. Zawody teamów | Olimpiady brydżowe. Zawody teamów | Olimpiady brydżowe. Zawody teamów |
| Rok                               | Miejsce                           | Zawody                               | Kategoria                         | Drużyna                           | Pozycja                           |
| --------------------------------- | --------------------------------- | ------------------------------------ | --------------------------------- | --------------------------------- | --------------------------------- |
| 2012                              | Lille                             | 2. Olimpiada Sportów Umysłowych      | Open                              | Monaco                            | 3                                 |
| 2008                              | Pekin                             | 1. Olimpiada Sportów Umysłowych      | Seniors                           | France                            | 17                                |
| 2004                              | Stambuł                           | 12. Olimpiada Teamów                 | Open                              | France                            | 9                                 |
| 1998                              | Lozanna                           | 1. Mistrzostwa o Wielką Nagrodę MKOL | Open                              | France                            | 4                                 |
| 1996                              | Rodos                             | 10. Olimpiada Teamów                 | Open                              | France                            | 1                                 |
| 1988                              | Wenecja                           | 8. Olimpiada Teamów                  | Open                              | France                            | 9                                 |

### Zawody światowe
W światowych zawodach zdobył następujące lokaty:
| Mistrzostwa Świata. Konkurencja teamów | Mistrzostwa Świata. Konkurencja teamów | Mistrzostwa Świata. Konkurencja teamów   | Mistrzostwa Świata. Konkurencja teamów | Mistrzostwa Świata. Konkurencja teamów | Mistrzostwa Świata. Konkurencja teamów |
| Rok                                    | Miejsce                                | Zawody                                   | Kategoria                              | Drużyna                                | Pozycja                                |
| -------------------------------------- | -------------------------------------- | ---------------------------------------- | -------------------------------------- | -------------------------------------- | -------------------------------------- |
| 2014                                   | Sanya                                  | 14. Seria Mistrzostw Świata              | Open                                   | Monaco                                 | 2                                      |
| 2013                                   | Nusa Dua                               | 41. Mistrzostwa Świata Teamów            | Open                                   | Monaco                                 | 2                                      |
| 2011                                   | Veldhoven                              | 40. Mistrzostwa Świata Teamów            | Trans                                  | Monaco Z                               | 28                                     |
| 2010                                   | Filadelfia                             | 13. Seria Mistrzostw Świata              | Open                                   | Zimmermann                             | 3                                      |
| 2009                                   | São Paulo                              | 39. Mistrzostwa Świata Teamów            | Trans                                  | Zimmermann                             | 1                                      |
| 2007                                   | Szanghaj                               | 38. Mistrzostwa Świata Teamów            | Trans                                  | Zimmermann                             | 1                                      |
| 2006                                   | Werona                                 | 12. Mistrzostwa Świata                   | Open                                   | Zimmermann                             | 33                                     |
| 2005                                   | Estoril                                | 37. Mistrzostwa Świata Teamów            | Trans                                  | Zimmermann                             | 46                                     |
| 2002                                   | Montreal                               | 11. Mistrzostwa Świata                   | Open                                   | Multon                                 | 17                                     |
| 2001                                   | Paryż                                  | 35. Mistrzostwa Świata Teamów            | Open                                   | France                                 | 6                                      |
| 2000                                   | Southampton                            | 34. Mistrzostwa Świata Teamów            | Open                                   | France                                 | 10                                     |
| 1998                                   | Lille                                  | 10. Mistrzostwa Świata                   | Open                                   | Izisel                                 | 33                                     |
| 1997                                   | Hammamet                               | 33. Mistrzostwa Świata Teamów            | Open                                   | France                                 | 1                                      |
| 1989                                   | Nottingham                             | 2. Młodzieżowe Mistrzostwa Świata Teamów | Juniorzy                               | France                                 | 3                                      |
| 1987                                   | Amsterdam                              | 1. Młodzieżowe Mistrzostwa Świata Teamów | Juniorzy                               | France                                 | 2                                      |

| Mistrzostwa Świata. Konkurencja par | Mistrzostwa Świata. Konkurencja par | Mistrzostwa Świata. Konkurencja par | Mistrzostwa Świata. Konkurencja par | Mistrzostwa Świata. Konkurencja par | Mistrzostwa Świata. Konkurencja par |
| Rok                                 | Miejsce                             | Zawody                              | Kategoria                           | Partner                             | Pozycja                             |
| ----------------------------------- | ----------------------------------- | ----------------------------------- | ----------------------------------- | ----------------------------------- | ----------------------------------- |
| 2010                                | Filadelfia                          | 13. Mistrzostwa Świata              | Open                                | Pierre Zimmermann                   | 50                                  |
| 2006                                | Werona                              | 12. Mistrzostwa Świata              | Miksty                              | Laurence Baco                       | 13                                  |
| 2006                                | Werona                              | 12. Mistrzostwa Świata              | Open                                | Pierre Zimmermann                   | 68                                  |
| 2002                                | Montreal                            | 11. Mistrzostwa Świata              | Miksty                              | Miriam Varenne                      | 116                                 |
| 2002                                | Montreal                            | 11. Mistrzostwa Świata              | Open                                | Jean-Christophe Quantin             | 92                                  |
| 1998                                | Lille                               | 10. Mistrzostwa Świata              | Miksty                              | Miriam Varenne                      | 19                                  |

| Mistrzostwa Świata. Konkurencja indywidualna | Mistrzostwa Świata. Konkurencja indywidualna | Mistrzostwa Świata. Konkurencja indywidualna | Mistrzostwa Świata. Konkurencja indywidualna | Mistrzostwa Świata. Konkurencja indywidualna | Mistrzostwa Świata. Konkurencja indywidualna |
| Rok                                          | Miejsce                                      | Zawody                                       | Kategoria                                    | Pozycja                                      |                                              |
| -------------------------------------------- | -------------------------------------------- | -------------------------------------------- | -------------------------------------------- | -------------------------------------------- | -------------------------------------------- |
| 2004                                         | Werona                                       | 6. Indywidualne Mistrzostwa Świata           | Open                                         | 47                                           |                                              |
| 2000                                         | Ateny                                        | 5. Indywidualne Mistrzostwa Świata           | Open                                         | 20                                           |                                              |
| 1998                                         | Ajaccio                                      | 4. Indywidualne Mistrzostwa Świata           | Open                                         | 28                                           |                                              |
| 1996                                         | Paryż                                        | 3. Indywidualne Mistrzostwa Świata           | Open                                         | 2                                            |                                              |

### Zawody europejskie
W europejskich zawodach zdobył następujące lokaty:
| Zawody europejskie. Konkurencja teamów | Zawody europejskie. Konkurencja teamów | Zawody europejskie. Konkurencja teamów    | Zawody europejskie. Konkurencja teamów | Zawody europejskie. Konkurencja teamów | Zawody europejskie. Konkurencja teamów |
| Rok                                    | Miejsce                                | Zawody                                    | Kategoria                              | Drużyna                                | Pozycja                                |
| -------------------------------------- | -------------------------------------- | ----------------------------------------- | -------------------------------------- | -------------------------------------- | -------------------------------------- |
| 2014                                   | Mediolan                               | 13. Puchar Europy                         | Open                                   | Monaco FMB                             | 7                                      |
| 2013                                   | Opatija                                | 12. Puchar Europy                         | Open                                   | Monaco FMB                             | 5                                      |
| 2013                                   | Ostenda                                | 6. Otwarte Mistrzostwa Europy             | Open                                   | Monaco                                 | 40                                     |
| 2013                                   | Ostenda                                | 6. Otwarte Mistrzostwa Europy             | Miksty                                 | Zimmermann                             | 17                                     |
| 2012                                   | Ejlat                                  | 11. Puchar Europy                         | Open                                   | Monaco FM                              | 3                                      |
| 2012                                   | Dublin                                 | 51. Mistrzostwa Europy Teamów             | Open                                   | Monaco                                 | 1                                      |
| 2011                                   | Poznań                                 | 5. Otwarte Mistrzostwa Europy             | Miksty                                 | Zimmermann                             | 1                                      |
| 2009                                   | Paryż                                  | 8. Puchar Europy                          | Open                                   | NC-France                              | 9                                      |
| 2009                                   | San Remo                               | 4. Otwarte Mistrzostwa Europy             | Open                                   | Zimmermann                             | 17                                     |
| 2008                                   | Pau                                    | 49 Mistrzostwa Europy Teamów              | Open                                   | France                                 | 9                                      |
| 2007                                   | Antalya                                | 3. Otwarte Mistrzostwa Europy             | Open                                   | Zimmermann-Angelini                    | 17                                     |
| 2005                                   | Teneryfa                               | 2. Otwarte Mistrzostwa Europy             | Open                                   | Zimmermann                             | 9                                      |
| 2004                                   | Barcelona                              | 3. Puchar Europy                          | Open                                   | SG-France                              | 6                                      |
| 2004                                   | Malmö                                  | 47. Mistrzostwa Europy Teamów             | Seniorzy                               | France                                 | 9                                      |
| 2003                                   | Mentona                                | 1. Otwarte Mistrzostwa Europy             | Open                                   | Izisel                                 | 17                                     |
| 2001                                   | Teneryfa                               | 45. Mistrzostwa Europy Teamów             | Open                                   | France                                 | 7                                      |
| 1999                                   | Malta                                  | 44. Mistrzostwa Europy Teamów             | Open                                   | France                                 | 5                                      |
| 1997                                   | Montecatini                            | 43. Mistrzostwa Europy Teamów             | Open                                   | France                                 | 5                                      |
| 1988                                   | Płowdiw                                | 11. Młodzieżowe Mistrzostwa Europy Teamów | Juniorzy                               | France                                 | 1                                      |
| 1986                                   | Budapeszt                              | 10. Młodzieżowe Mistrzostwa Europy Teamów | Juniorzy                               | France                                 | 2                                      |

| Zawody europejskie. Konkurencja par | Zawody europejskie. Konkurencja par | Zawody europejskie. Konkurencja par | Zawody europejskie. Konkurencja par | Zawody europejskie. Konkurencja par | Zawody europejskie. Konkurencja par |
| Rok                                 | Miejsce                             | Zawody                              | Kategoria                           | Partner                             | Pozycja                             |
| ----------------------------------- | ----------------------------------- | ----------------------------------- | ----------------------------------- | ----------------------------------- | ----------------------------------- |
| 2013                                | Ostenda                             | 6. Otwarte Mistrzostwa Europy       | Open                                | Pierre Zimmermann                   | 19                                  |
| 2013                                | Ostenda                             | 6. Otwarte Mistrzostwa Europy       | Miksty                              | Kiki Ward-Platt                     | 184                                 |
| 2009                                | San Remo                            | 4. Otwarte Mistrzostwa Europy       | Open                                | Pierre Zimmermann                   | 12                                  |
| 2009                                | San Remo                            | 4. Otwarte Mistrzostwa Europy       | Miksty                              | Christiane Caporali                 | 219                                 |
| 2007                                | Antalya                             | 3. Otwarte Mistrzostwa Europy       | Open                                | Pierre Zimmermann                   | 44                                  |
| 2003                                | Mentona                             | 1. Otwarte Mistrzostwa Europy       | Open                                | Jean-Jacques Palau                  | 22                                  |
| 2002                                | Ostenda                             | 7. Mistrzostwa Europy Mikstów       | Mikst                               | Miriam Varenne                      | 3                                   |
| 1999                                | Warszawa                            | 10. Mistrzostwa Europy Par          | Open                                | Christian Mari                      | 51                                  |
| 1997                                | Haga                                | 9. Mistrzostwa Europy Par           | Open                                | Herve Mouiel                        | 50                                  |
| 1993                                | Bielefeld                           | 7. Mistrzostwa Europy Par           | Open                                | Jean-Jacques Palau                  | 38                                  |

## Klasyfikacja
- Franck Multon – klasyfikacja WBF (ang.)
- Franck Multon – klasyfikacja EBL (ang.)